# El restaurante Rispal en Asnières
El restaurante Rispal en Asnières es una pintura al óleo sobre lienzo de Vincent van Gogh (1853-1890) conservada en Kansas City (Estados Unidos) en el Museo Nelson-Atkins. Compuesta en 1887, la obra mide 73 × 60 cm. ,.

## Historia
Vincent van Gogh vivía en esta época en París con su hermano Théo, en la calle Lepic. Le gusta ir a Asnières, en las afueras del noroeste de la capital, sita sobre las orillas del Sena, sobre todo en verano. Más tarde escribe a su hermana Willemina que ha descubierto el color. »
Van Gogh pinta también en 1887 El restaurante La Sirène en Asnières (Museo de Orsay) y otra versión de este tema conservada hoy en Oxford en el Museo Ashmolean, así como El exterior de un restaurante en Asnières (Museo Van Gogh de Ámsterdam, 1887).

## Descripción
Van Gogh se inspira aquí en el puntillismo para la plasmación de este restaurante económico de las orillas del Sena destinado a una población trabajadora.
Este cuadro ha sido descrito por Jacob Baart de la Falle, con el número de catálogo 355.

## BIbliografía
- ((en inglés)) Jan Hulsker, The Complete Van Gogh, no , Oxford, éd. Phaidon, 1980

- Datos: Q26220244
- Multimedia: The restaurant Rispal in Asnieres / Q26220244